# يان أوسبورن
يان أوسبورن (بالإنجليزية: Ian Osborne)‏ هو سياسي أسترالي، ولد في 6 مايو 1951. انتخب عضو الجمعية التشريعية لأستراليا الغربية.